# Parco nazionale di Tara
Il parco nazionale di Tara (in serbo:Национални парк Тара) è un'area naturale protetta della Serbia, si trova nella parte occidentale dello stato nei pressi di Bajina Bašta. È stata istituita nel 1981 e occupa una superficie di 220 km².